# 11 y 6
«11 y 6» es una canción de rock argentino compuesta e interpretada por Fito Páez. Es el cuarto tema del álbum Giros, segundo lanzamiento del músico argentino, editado el 11 de junio de 1985.

## Historia
Se trata de un poema urbano adaptado musicalmente, el cual cuenta la historia de amor de dos menores carenciados de la ciudad de Buenos Aires, los cuales, a pesar de todo, logran llevar su relación romántica adelante. 
El Café "La Paz" al que se refiere Fito en la canción es el que está ubicado en la Avenida Corrientes y Montevideo. Es un mítico café que data desde 1944, donde se reunían grandes intelectuales y artistas.
El significado de la frase "él carga con 11, y ella con 6" sería según declaraciones de Fito Paez "un secreto", mientras que entre varias especulaciones se cree haría referencia a la edad de los protagonistas, o la cantidad de flores que llevaban en alguna ocasión en particular, incluso a los años de condena que podrían cargar como delincuentes juveniles.
Páez continuaría la historia del niño protagonista de esta canción en "El chico de la tapa", del disco Tercer Mundo; en donde la niña muere y el chico crece siendo delincuente ("Él ya no vende rosas en Corrientes, carga una 22, roba para vivir..."). 

## Homenajes
- La revista Rolling Stone Argentina y la cadena MTV la ubicaron en el puesto número 29 de las mejores canciones de la historia del rock argentino.
- El costarricense Emilio Chinchilla publicó una novela en el 2010, titulada Ellos eran una canción, en la cual ficciona la vida de dos personajes semejantes a los que describe Fito Páez en su canción, dándole un trasfondo dramático y desgarrador.

## Posicionamiento en listas

### Semanales
| País (Lista 2023)             | Mejor posición |
| ----------------------------- | -------------- |
| Argentina Hot 100 (Billboard) | 93             |